# For Sale - A Life
For Sale—A Life è un cortometraggio muto del 1912 diretto da George Nichols.

## Produzione
Il film fu prodotto dalla Thanhouser Film Corporation.

## Distribuzione
Distribuito dalla Motion Picture Distributors and Sales Company, il film - un cortometraggio di una bobina - uscì nelle sale cinematografiche USA il 26 marzo 1912.